# Vallery
Vallery és un municipi francès, situat al departament del Yonne i a la regió de Borgonya - Franc Comtat. L'any 2007 tenia 483 habitants.

## Demografia

### Població
El 2007 la població de fet de Vallery era de 483 persones. Hi havia 196 famílies, de les quals 45 eren unipersonals (25 homes vivint sols i 20 dones vivint soles), 86 parelles sense fills, 53 parelles amb fills i 12 famílies monoparentals amb fills.
La població ha evolucionat segons el següent gràfic:
Habitants censats

### Habitatges
El 2007 hi havia 300 habitatges, 200 eren l'habitatge principal de la família, 71 eren segones residències i 29 estaven desocupats. 289 eren cases i 9 eren apartaments. Dels 200 habitatges principals, 176 estaven ocupats pels seus propietaris, 20 estaven llogats i ocupats pels llogaters i 4 estaven cedits a títol gratuït; 4 tenien una cambra, 7 en tenien dues, 50 en tenien tres, 55 en tenien quatre i 84 en tenien cinc o més. 165 habitatges disposaven pel capbaix d'una plaça de pàrquing. A 96 habitatges hi havia un automòbil i a 90 n'hi havia dos o més.

### Piràmide de població
La piràmide de població per edats i sexe el 2009 era:
| Homes | Edats   | Dones |
| ----- | ------- | ----- |
| 0     | 95 o +  | 0     |
| 0     | 90 a 94 | 0     |
| 4     | 85 a 89 | 8     |
| 4     | 80 a 84 | 8     |
| 8     | 75 a 79 | 4     |
| 20    | 70 a 74 | 16    |
| 28    | 65 a 69 | 12    |
| 8     | 60 a 64 | 12    |
| 12    | 55 a 59 | 12    |
| 4     | 50 a 54 | 8     |
| 32    | 45 a 49 | 16    |
| 24    | 40 a 44 | 16    |
| 4     | 35 a 39 | 44    |
| 12    | 30 a 34 | 0     |
| 4     | 25 a 29 | 4     |
| 16    | 20 a 24 | 4     |
| 24    | 15 a 19 | 20    |
| 28    | 10 a 14 | 12    |
| 4     | 5 a 9   | 4     |
| 12    | 0 a 4   | 8     |

## Economia
El 2007 la població en edat de treballar era de 307 persones, 226 eren actives i 81 eren inactives. De les 226 persones actives 204 estaven ocupades (114 homes i 90 dones) i 21 estaven aturades (8 homes i 13 dones). De les 81 persones inactives 37 estaven jubilades, 20 estaven estudiant i 24 estaven classificades com a «altres inactius».

### Ingressos
El 2009 a Vallery hi havia 227 unitats fiscals que integraven 536,5 persones, la mediana anual d'ingressos fiscals per persona era de 20.943 €.

### Activitats econòmiques
Dels 28 establiments que hi havia el 2007, 1 era d'una empresa extractiva, 1 d'una empresa alimentària, 3 d'empreses de fabricació d'altres productes industrials, 2 d'empreses de construcció, 4 d'empreses de comerç i reparació d'automòbils, 1 d'una empresa de transport, 4 d'empreses d'hostatgeria i restauració, 1 d'una empresa financera, 4 d'empreses immobiliàries, 2 d'empreses de serveis, 1 d'una entitat de l'administració pública i 4 d'empreses classificades com a «altres activitats de serveis».
Dels 8 establiments de servei als particulars que hi havia el 2009, 1 era un taller de reparació d'automòbils i de material agrícola, 1 paleta, 1 lampisteria, 2 perruqueries, 1 restaurant i 2 agències immobiliàries.
Dels 3 establiments comercials que hi havia el 2009, 1 era una botiga de més de 120 m², 1 una botiga de menys de 120 m² i 1 una joieria.
L'any 2000 a Vallery hi havia 6 explotacions agrícoles que ocupaven un total de 996 hectàrees.

## Equipaments sanitaris i escolars
El 2009 hi havia una escola elemental integrada dins d'un grup escolar amb les comunes properes formant una escola dispersa.

## Poblacions més properes
El següent diagrama mostra les poblacions més properes.